# Efeuhöhle
Die Efeuhöhle bei Deutschfeistritz befindet sich in 498 m ü. A. im Kugelstein nördlich des Hauptortes von Deutschfeistritz und südlich von Badl, Steiermark in Österreich.

## Lage
Die Efeuhöhle befindet sich am östlichen Hang des Kugelsteins, nördlich der Kugelsteinhöhle III, unweit der Gemeindegrenze zwischen Deutschfeistritz und Frohnleiten. Der Zugang zur Höhle befindet sich in einer Felswand, etwas unterhalb des Plateaurandes des Kugelsteins und ist nur kletternd zu erreichen.

## Beschreibung
Die rund 6 Meter lange Efeuhöhle hat zwei mit Efeu überwachsene Eingänge, welche vom Fuß der Felswand aus betrachtet wie Felsnischen wirken. Die beiden Eingänge sind durch einen niedrigen, etwa 3,2 Meter langen und zwischen 0,7 und 1 Meter breiten Gang miteinander verbunden.
Der felsige Höhlenboden ist nur an wenigen Stellen mit Höhlenlehm bedeckt.